# Tusti (Viljandi)
Tusti (Duits: Tustenhof) is een plaats in de Estlandse gemeente Viljandi vald, provincie Viljandimaa. De plaats heeft de status van dorp (Estisch: küla).
Tot in 2013 lag het dorp in de gemeente Viiratsi. In dat jaar werd de gemeente bij de gemeente Viljandi vald gevoegd.

## Bevolking
Het dorp had 120 inwoners op 31 december 2011 en 126 inwoners op 31 december 2021.

## Ligging
Tusti lgt aan de rivier Tänassilma. Ten zuiden van het dorp loopt de Põhimaantee 92, de weg van Tartu via Viljandi naar Kilingi-Nõmme.

## Geschiedenis
Tusti werd voor het eerst genoemd in 1782 als een groepje boerderijen op het landgoed van Fellin (Viljandi). In 1797 werden de boerderijen omgezet in een veehouderij op het landgoed. In 1878 werd Tustenhof een zelfstandig landgoed. De laatste eigenaar voor het landgoed in 1919 door het onafhankelijk geworden Estland werd onteigend, was Oswald Baron von Ungern-Sternberg.
Het landhuis van het landgoed is bewaard gebleven. Vermoedelijk is het gebouwd op het eind van de 18e eeuw. Het wordt gebruikt als appartementencomplex. Ook enkele bijgebouwen bestaan nog, maar niet meer in de originele vorm.
In 1977 en 1997 werd het buurdorp Metsaküla bij Tusti gevoegd.

## Foto's

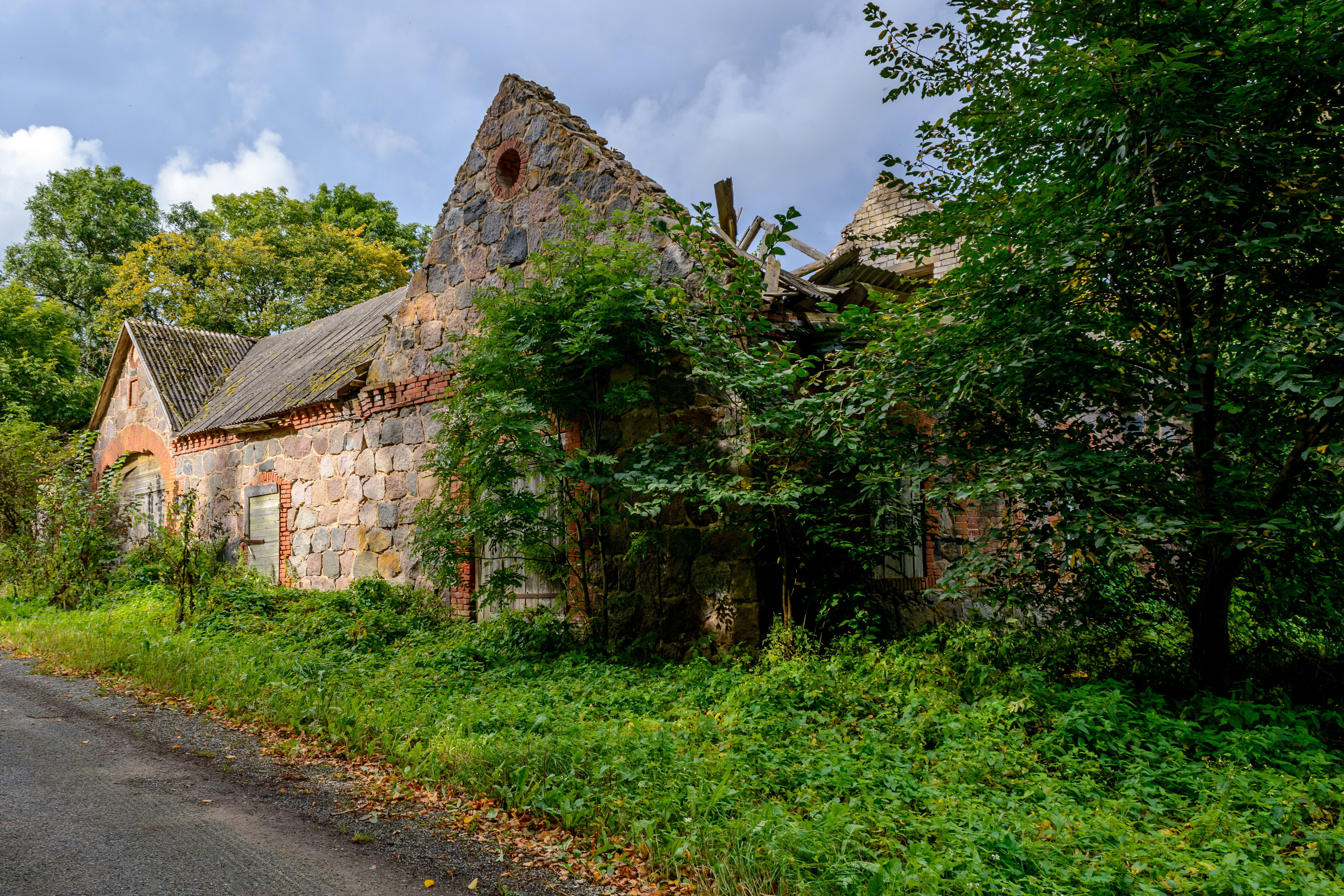
Ruïne van een veestal
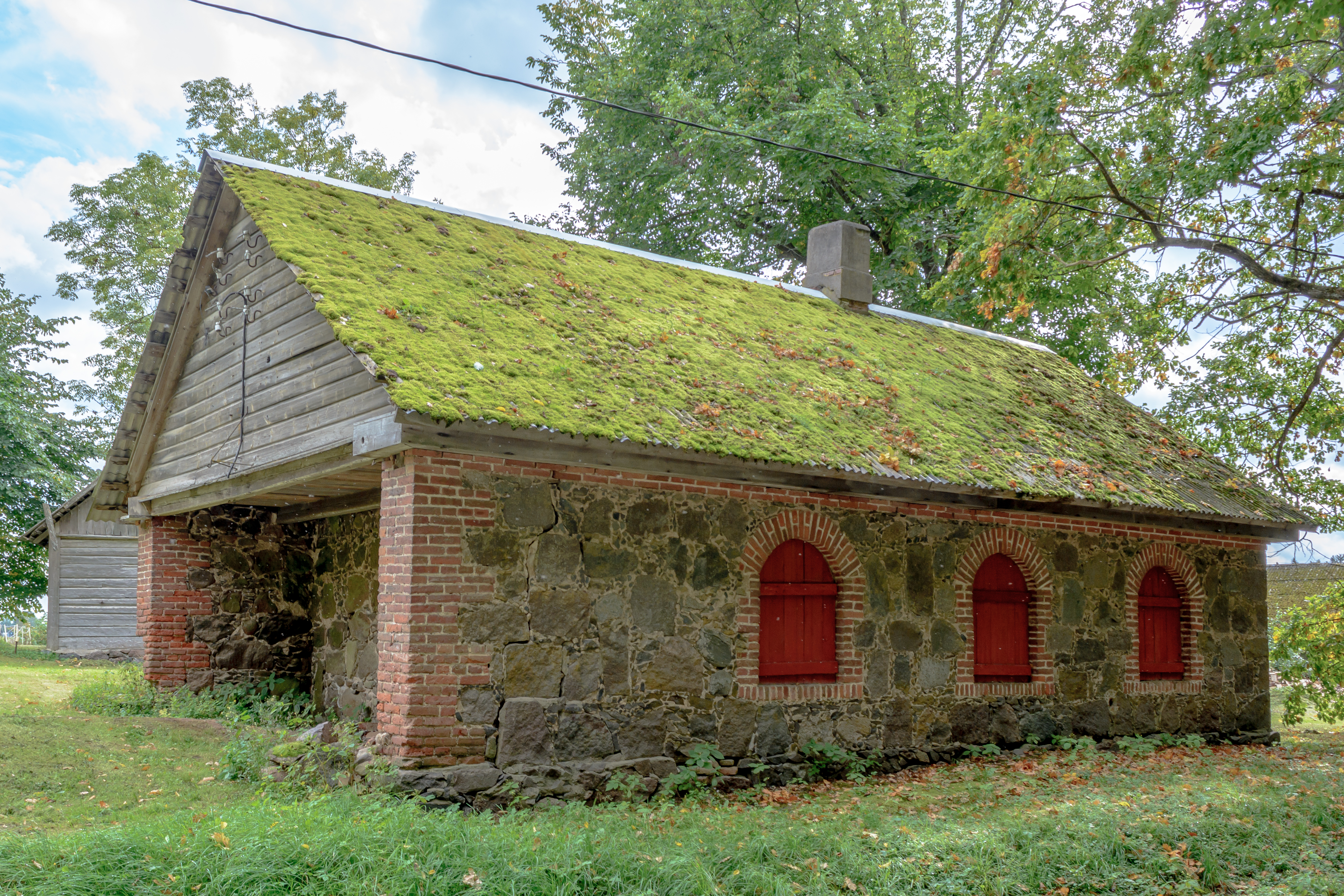
Voormalige smidse
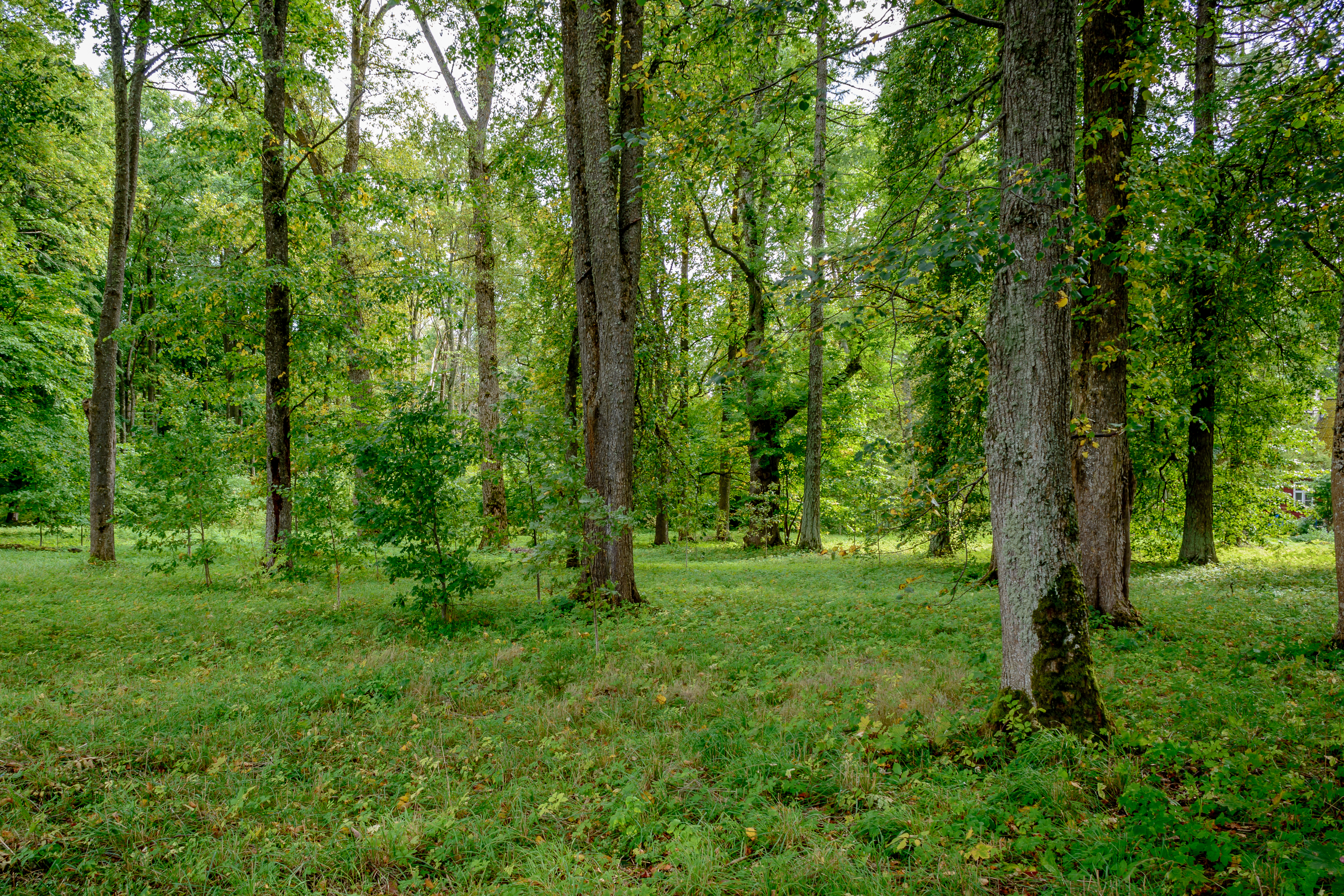
Het park van het landhuis